# Frans Wilms
F.J.M. (Frans) Wilms (Maasbracht, 24 februari 1956) is een Nederlands politicus van het CDA.
Na het gymnasium ging hij studeren aan het Centraal Instituut Opleiding Sportleiders (CIOS) in Sittard. Na zijn militaire dienst studeerde hij tot 1980 verder aan de Academie voor Lichamelijke Opvoeding in Tilburg. Vervolgens werd Wilms stafmedewerker bij de Sportraad voor de provincie Limburg waar hij later afdelingshoofd en na een opleiding 'Hoger Management voor non-profit organisaties' zelfs adjunct-directeur zou worden. In 1991 werd hij directeur van de Sportstichting Landgraaf en Sportfondsen Landgraaf BV die zwembadaccommodaties beheert en sportstimuleringsprojecten uitvoert. In 2000 werd hij directeur van de sector Maatschappelijke Diensten van de gemeente Venray waar hij ook een half jaar tevens parttime directeur Algemene Zaken en 3 maanden directeur Stedelijke Ontwikkeling is geweest.
In februari 2002 volgde de benoeming tot burgemeester van zijn geboorteplaats Maasbracht en toen deze gemeente op 1 januari 2007 werd samengevoegd met de gemeenten Heel en Thorn tot de nieuwe gemeente Maasgouw werd Wilms daarvan op die datum de waarnemend burgemeester. Ruim 4 maanden later werd hij daar alsnog per koninklijk besluit benoemd tot burgemeester. In oktober 2009 kwam een einde aan zijn burgemeesterscarrière toen hij benoemd werd tot voorzitter van de raad van bestuur van Radar; een zorginstelling in zuid-Limburg.
- International Standard Name Identifier: 0000 0003 8822 3294
- Nederlandse Thesaurus van Auteursnamen: 145251071
- Virtual International Authority File: 281370470
- WorldCat: E39PBJcR6FVJTQkPxRMGHJjcT3